# Isabelle Rosabrunetto

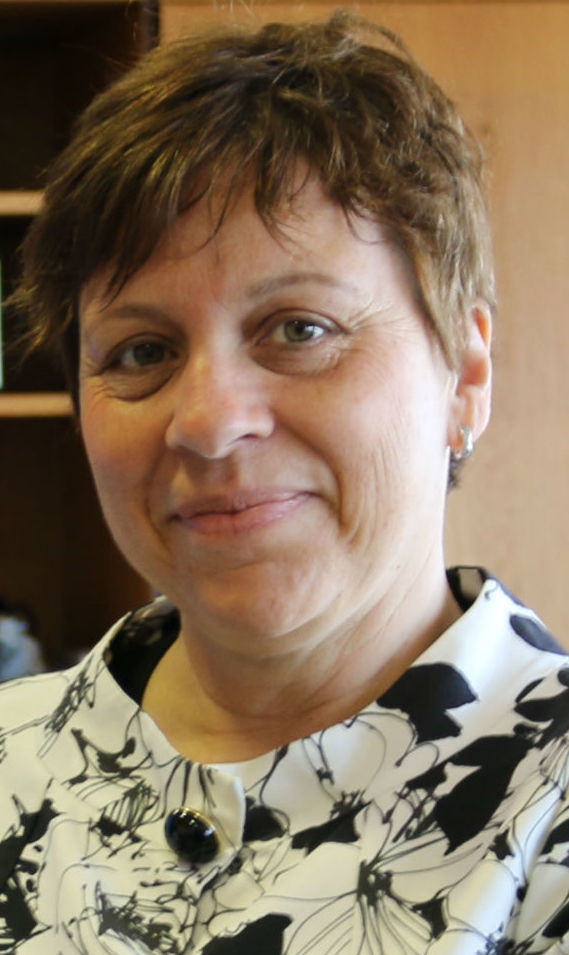
Isabelle Rosabrunetto, 2018

Isabelle Rosabrunetto é uma diplomata monegasca. Desde 2019 ela actua como Directora Geral do Ministério de Relações Externas e Cooperação do Principado do Mónaco. É Oficial da Ordem de São Carlos e Cavaleira da Ordem do Mérito Nacional (Mauritânia) .

## Carreira
Em 2002, Rosabrunetto serviu como Assistente do Director da Divisão de Orçamento e Tesouraria. Desde abril de 2015, ela é Directora Geral do Ministério de Relações Externas e Cooperação do Principado do Mónaco. Durante o seu serviço, ela liderou delegações monegascas a vários países estrangeiros.